# T. S. Eliot Prize
Il Premio T. S. Eliot per la poesia è un premio letterario britannico assegnato annualmente dalla Poetry Book Society alla miglior raccolta di liriche composta in inglese pubblicata nel Regno Unito o in Irlanda.
Il riconoscimento è stato inaugurato nel 1993 per i 40 anni della Poetry Book Society e in omaggio alla memoria del poeta T. S. Eliot grazie al denaro della "Fondazione TS Eliot" istituita dalla vedova del poeta, Valerie Fletcher Eliot.
Tra i riconoscimenti inglesi più importanti dedicati alla poesia, riconosce ad ogni vincitore un premio di 25000 sterline, mentre ogni finalista se ne aggiudica 1500.

## Albo d'oro[8]
- 2024 – Peter Gizzi, Fierce Elegy[9]
- 2023 – Jason Allen-Paisant, Self-Portrait As Othello[10]
- 2022 – Anthony Joseph, Sonnets for Albert[11]
- 2021 – Joelle Taylor, C+nto: & Othered Poems[12]
- 2020 – Bhanu Kapil, How to Wash a Heart[13]
- 2019 – Roger Robinson, A Portable Paradise[14]
- 2018 – Hannah Sullivan, Three Poems
- 2017 – Ocean Vuong, Cielo notturno con fori d'uscita (Night Sky with Exit Wounds)[15]
- 2016 – Jacob Polley, Jackself
- 2015 – Sarah Howe, Loop of Jade
- 2014 – David Harsent, Fire Songs
- 2013 – Sinéad Morrissey, Parallax
- 2012 – Sharon Olds, Stag's Leap
- 2011 – John Burnside, Black Cat Bone
- 2010 – Derek Walcott, Egrette bianche (White Egrets)
- 2009 – Philip Gross, The Water Table
- 2008 – Jen Hadfield, Nigh-No-Place
- 2007 – Sean O'Brien, The Drowned Book
- 2006 – Seamus Heaney, District e circle (District and Circle)
- 2005 – Carol Ann Duffy, Estasi (Rapture)
- 2004 – George Szirtes, Reel ed altre poesie (Reel)
- 2003 – Don Paterson, Landing Light
- 2002 – Alice Oswald, Dart
- 2001 – Anne Carson, The Beauty of the Husband
- 2000 – Michael Longley, The Weather in Japan
- 1999 – Hugo Williams, Billy's Rain
- 1998 – Ted Hughes, Lettere di compleanno (Birthday Letters)
- 1997 – Don Paterson, God's Gift to Women
- 1996 – Les Murray, Subhuman Redneck Poems
- 1995 – Mark Doty, My Alexandria
- 1994 – Paul Muldoon, The Annals of Chile
- 1993 – Ciaran Carson, Prima lingua (First Language: Poems)